# Guanxing (köping i Kina, Sichuan, lat 30,92, long 105,35)
Guanxing (kinesiska: 广兴镇, 广兴) är en köping i Kina. Den ligger i provinsen Sichuan, i den sydvästra delen av landet, omkring 130 kilometer öster om provinshuvudstaden Chengdu.
Genomsnittlig årsnederbörd är 1 312 millimeter. Den regnigaste månaden är juli, med i genomsnitt 321 mm nederbörd, och den torraste är december, med 6 mm nederbörd.